# Приазовье (разведывательный корабль)
«Приазовье», ССВ-201 «Приазовье» — средний разведывательный корабль проекта 864, шифр «Меридиан» (по кодификации НАТО — Vishnya-class intelligence ship). Заложен на Северной верфи (Польша, Гданьск) в 1986 году. В составе 112-й бригады разведывательных кораблей Черноморского флота ВМФ СССР и ВМФ России с базированием на Севастополь.

## История проекта
В 1985 году на ССЗ в Польском городе Гданьск началось строительство средних разведывательных кораблей проекта 864 (позже пр.864Б) для ВМФ СССР. Всего по данному проекту в период с 1985 года по 1990 год было построено 7 кораблей («Таврия», «Одограф» , «Приазовье», «Курилы», «Карелия», «Василий Татищев», «Адмирал Фёдор Головин»), которые присутствовали на всех флотах Советского Союза, а впоследствии — Российской Федерации. Первые два корабля относятся к Северному флоту, третий — к Черноморскому, четвёртый и пятый — к Тихоокеанскому, шестой и седьмой — к Балтийскому. Они имели двухвальную дизельную энергетическую установку, и для улучшения условий работы средств гидроакустической разведки — электродвигатели малого хода. Набор средств радио-, радиотехнической и гидроакустической разведки устанавливался в СССР.

## Служба
Средний разведывательный корабль «Приазовье» проекта 864 был заложен 8 апреля 1986 года в Польше, в Гданьске, на ССЗ «Сточни Полночни им. Бохатерев Вестерпляти» (заводской № 864/4). Был спущен на воду 30 сентября 1986 года, вступил в строй 12 июня 1987 года. Вошёл в состав Черноморского флота. Бортовой номер — «ССВ-201».

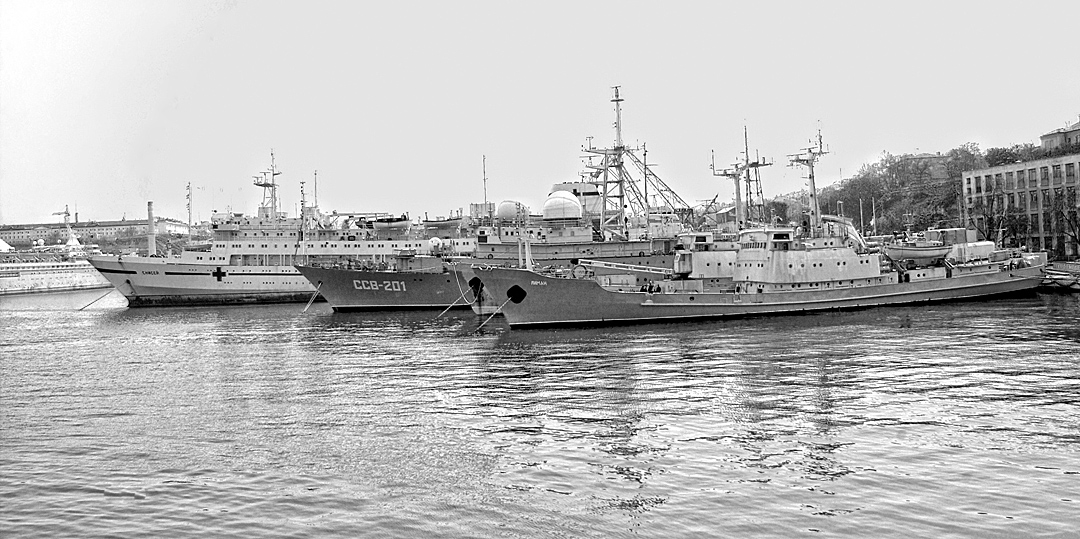
Бывшие корабли 112-й бригады в составе 519-го дивизиона в Севастополе, 2004 год

В составе 112-й бригады разведывательных кораблей Черноморского флота ВМФ СССР. После её расформирования в составе 519-го отдельного дивизиона разведывательных кораблей Черноморского флота ВМФ России.
В 2001 году корабль был признан лучшим кораблём ВМФ РФ в своем классе.
В 2005 году корабль на «отлично» выполнил задачи трехмесячного дальнего похода в Средиземное море и вновь был объявлен лучшим кораблем своего класса в ВМФ, с вручением переходящего приза ВМФ.
В 2006—2007 годах корабль прошел модернизацию радиотехнических средств.
В апреле 2015 года во время несения боевой службы в Аденском заливе «Приазовье» эвакуировал с побережья Йемена 308 человек — граждан девятнадцати государств. Все они были доставлены в Джибути.
В период 5-11 сентября 2016 года прошли стратегические командно-штабные учения «Кавказ-2016». При их проведении 7 сентября 2016 года совместно СКР «Сметливый» с разведывательным кораблём ССВ-201 «Приазовье» обеспечивал безопасность экономической зоны РФ в Каркинитском заливе и газодобывающих платформ «Черноморнефтегаза» на Одесском и Голицинском месторождениях и до 10.09.2016 года патрулировал в Одесском заливе Чёрного моря со слежением за действиями ВМС Украины.
В настоящее время входит в состав 519-го отдельного дивизиона разведывательных кораблей Черноморского Флота, с базированием на Севастополь.

## Командиры корабля
- капитан 2-го ранга Алексей Карелин;
- капитан 2-го ранга Алексей Румянцев;
- капитан 3-го ранга Василий Сорокин;
- капитан 3-го ранга Георгий Данелян;
- капитан 3-го ранга А. Тупикин[2].